# یوتو تاکوکا
یوتو تاکوکا (انگلیسی: Yuto Takeoka؛ زادهٔ ۲۴ ژوئن ۱۹۸۶) بازیکن فوتبال اهل ژاپن است.
از باشگاه‌هایی که در آن بازی کرده‌است می‌توان به باشگاه فوتبال یوکوهاما، باشگاه فوتبال کاوازاکی فرونتال، و باشگاه فوتبال ساگان توسو اشاره کرد.